# Spectrolebias reticulatus
Spectrolebias reticulatus es un pez de la familia de los rivulinos en el orden de los ciprinodontiformes.

## Morfología
Los machos pueden alcanzar los 2 cm de longitud total.

## Distribución geográfica
Se encuentran en Sudamérica: Brasil.